# Gose
Detta är en artikel om ölet Gose, för staden Gose i Japan, se Gose, Nara
Gose är en öl från Tyskland som kommer från Goslar. Den är bryggd med minst 50 % vetemalt, sedan är det vanligt med salt och koriander i ölen. Gose brukar också jäsas med mjölksyrabakterier för att ge ölens syrligheten. Vanligtvis brukar alltså en Gose smaka salt och syrligt. Alkoholhalten på en Gose brukar vara runt 4 % - 5 %.